# Sint-Rochuskapel (Stevensweert)

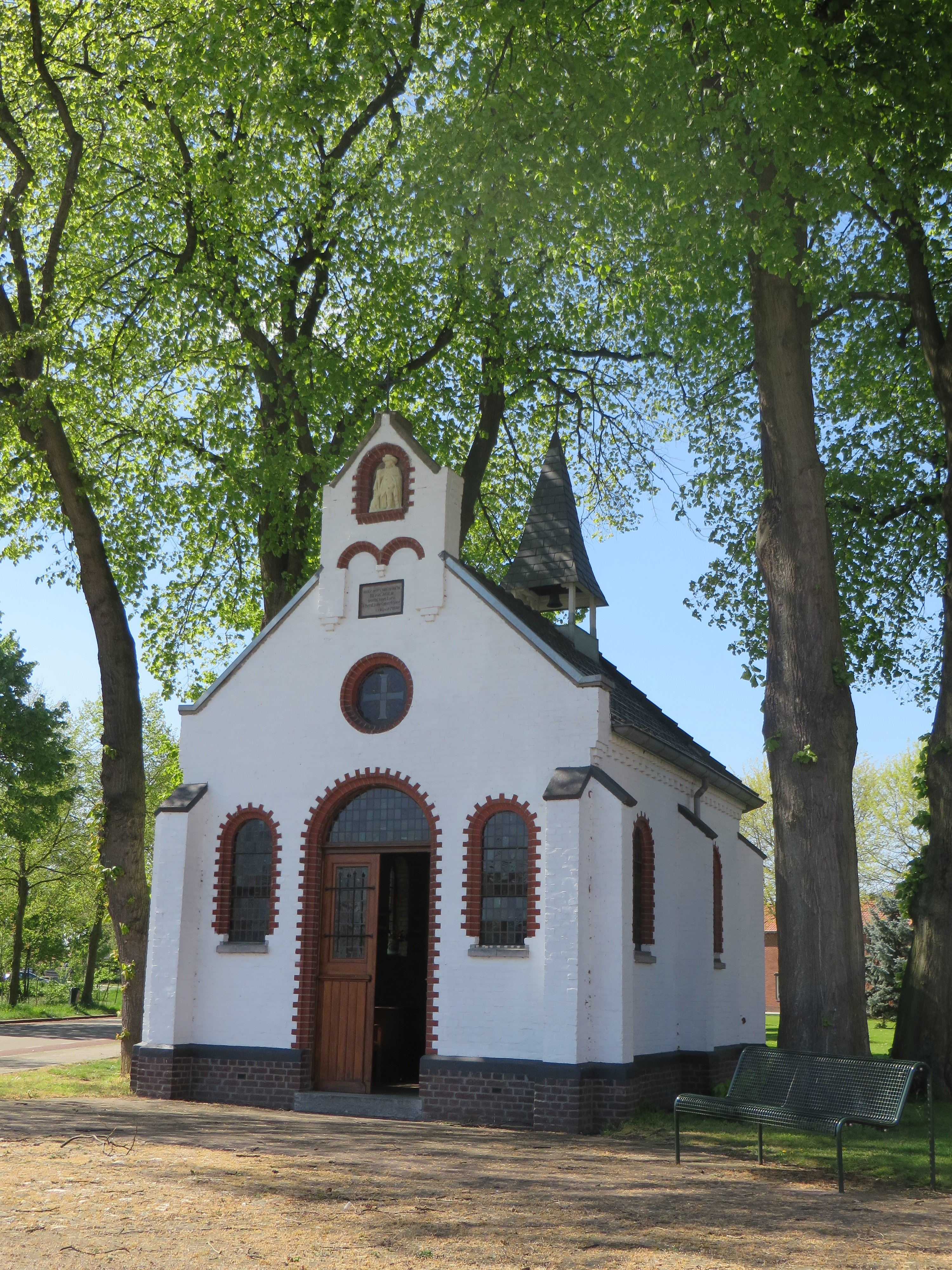
De Sint-Rochuskapel

De Sint-Rochuskapel is een kapel in buurtschap Eiland van het dorp Stevensweert op het Eiland in de Maas in de Nederlandse gemeente Maasgouw. De kapel staat aan de straat Eiland aan een soort plein in het oosten van het dorp.
De kapel is gewijd aan de heilige Rochus van Montpellier. De schutterij van Stevensweert heeft de heilige Rochus als patroonheilige.
Rond de kapel staan er vier lindebomen en de kapel zelf is een gemeentelijk monument.
Op ongeveer 700 meter naar het noordoosten staat de Mariakapel (Brandt) in Brandt.

## Geschiedenis
Onbekend is wanneer de kapel voor het eerst werd gebouwd, maar stond er in ieder geval al in de 18e eeuw.
Nadat in 1850 de Maas had gezorgd voor een overstroming werd de kapel herbouwd. Op 16 juli 1866 vond de inwijding van de herbouwde kapel plaats.
Na de Eerste Wereldoorlog was de verering van de heilige hier sterk toegenomen.
In 1919 was het aantal bezoekers sterk gestegen en werd de kapel afgebroken en werd er een nieuwe grotere kapel gebouwd.
In de jaren 1960 verdween het gebruik als bedevaartsoord.
In 2012 werd de kapel grondig gerestaureerd en op 19 augustus 2012 opnieuw ingezegend.

## Gebouw
De in neoromaanse stijl opgetrokken bakstenen kapel heeft twee traveeën met een driezijdige koorsluiting en wordt gedekt door een zadeldak met zwarte pannen. De gevels zijn wit geschilderd op een onbeschilderde donkerrode bakstenen plint. Op de scheiding van de traveeën en op de hoeken zijn er haakse steunberen geplaatst met donkere afdeklijsten die als lessenaarsdak aangebracht zijn. Bovenop de achterste nok is een vierkante duikruiter aangebracht die voorzien is van een met leien bedekt tentdak. In de zijgevels en de diagonale gevels van de koorsluiting bevindt zich elk een rondboogvenster met glas-in-lood die voorzien is van een in rode bakstenen uitgevoerde omlijsting. De frontgevel is een tuitgevel met schouderstukken op een verbrede aanzet, waarbij de tuit zelf een puntgevel is met hierop een metalen kruis. In de tuit bevindt zich een rondboognis met rode bakstenen omlijsting met daarin een Rochusbeeldje. De tuit springt licht uit, waarbij de overgang geaccentueerd wordt door een boogfries van twee bogen uitgevoerd in rode bakstenen en op de hoeken uitgemetselde pilasters. Tussen de twee pilasters is een gevelsteen ingemetseld met daarin een van chronogram voorziene tekst met jaartal 1919:

HasCe aeDes sanCto RoCho
DICatas. InCoLae
benefaCtores Laeta
LIberaLItate ConstrUXere
A.V.D.Laar.Pastor(Dit gebouw, aan de H. Rochus toegewijd, hebben inwoners-weldoeners met blijde vrijgevigheid opgericht. A.V.D.Laar, pastoor)

Midden in de frontgevel bevindt zich een rond venster omgeven door een rode bakstenen omlijsting en met glas-in-lood waarin een kruis te zien is. De frontgevel bevat verder de rondboogvormige toegang en links en rechts ervan een rondboogvenster.
Van binnen is de kapel uitgevoerd in baksteen en voorzien van een vlak wit plafond. Tussen de vensters zijn er licht gekleurde gotische nissen aangebracht met daarin heiligenbeelden van de vier evangelisten. Tegen de achterwand is een stenen altaar geplaatst met hierop een houten opzet. Boven het altaar bevindt zich een gotische nis met daarin het beeld van de heilige Rochus.

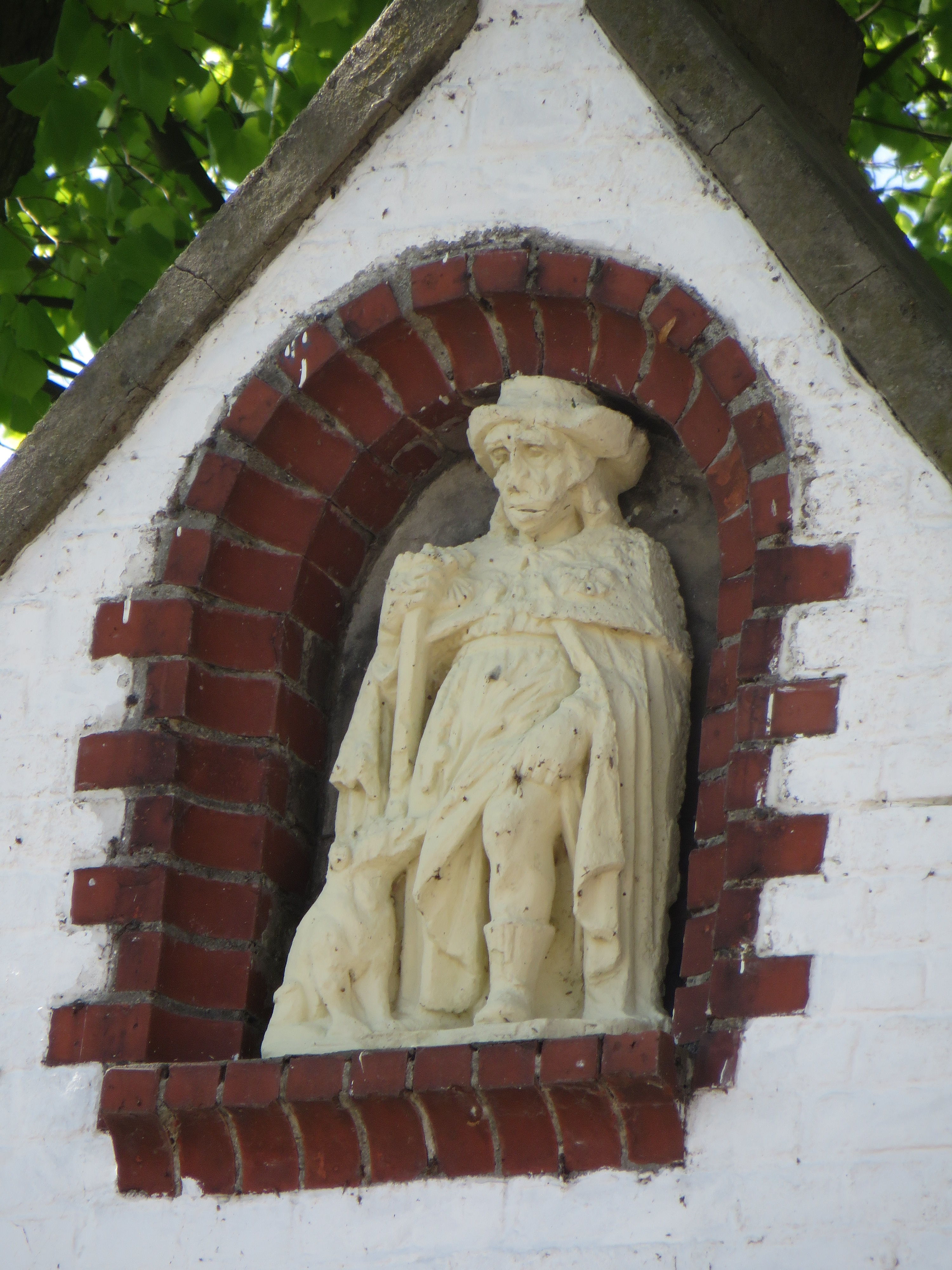
Beeld van Sint-Rochus in de gevelnis
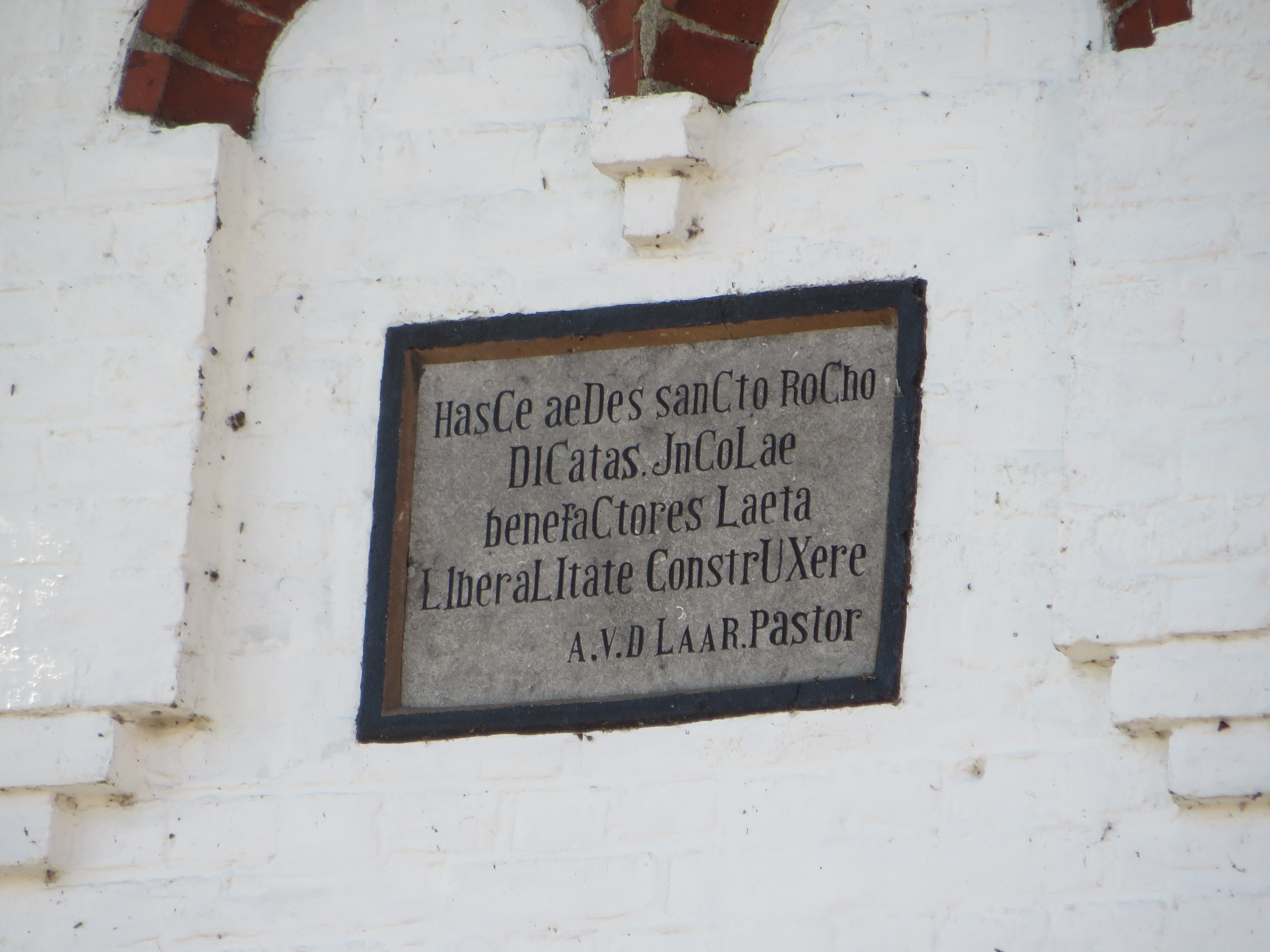
Gevelsteen met Latijnse tekst
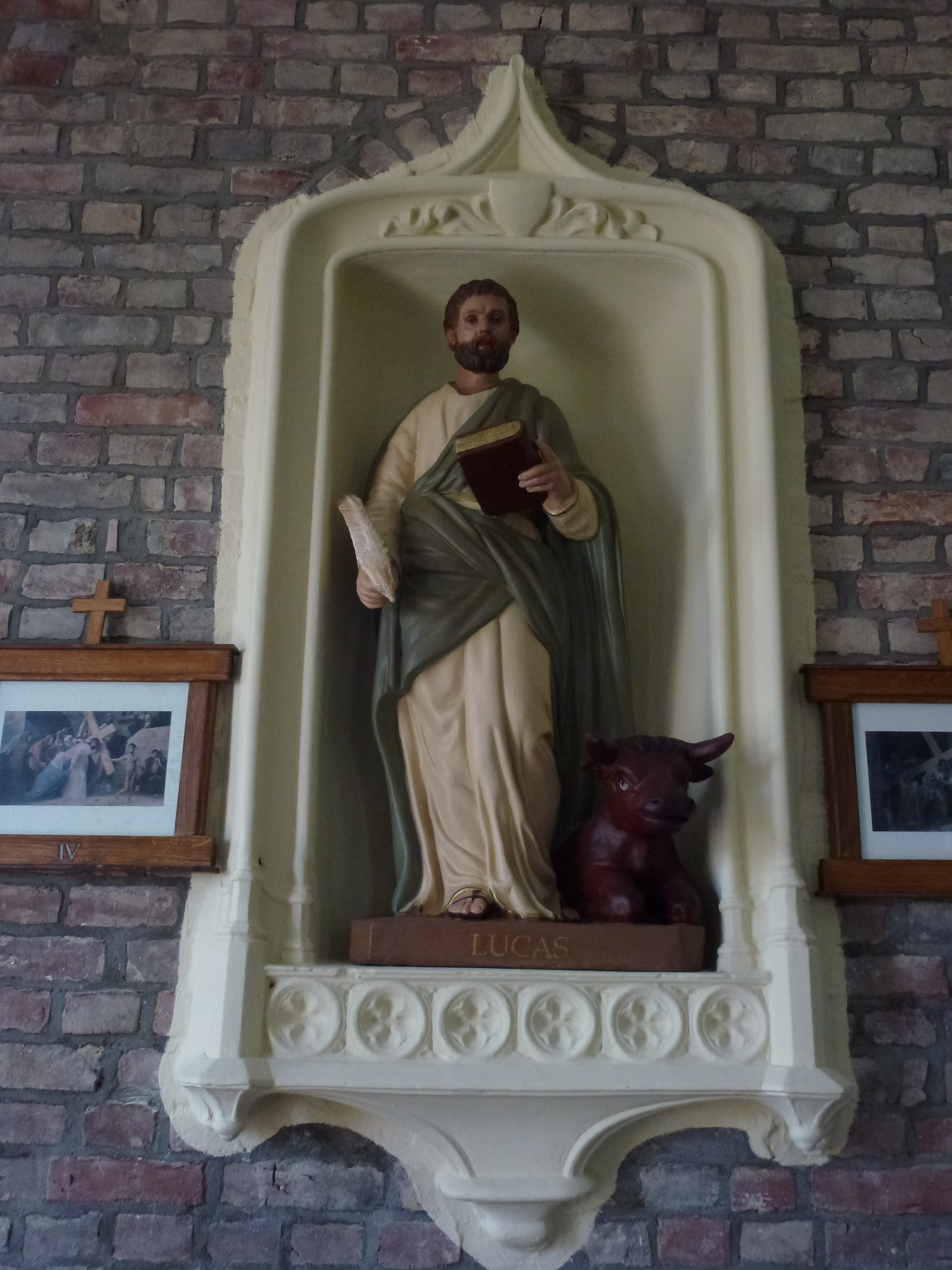
Beeld van Lucas met de stier
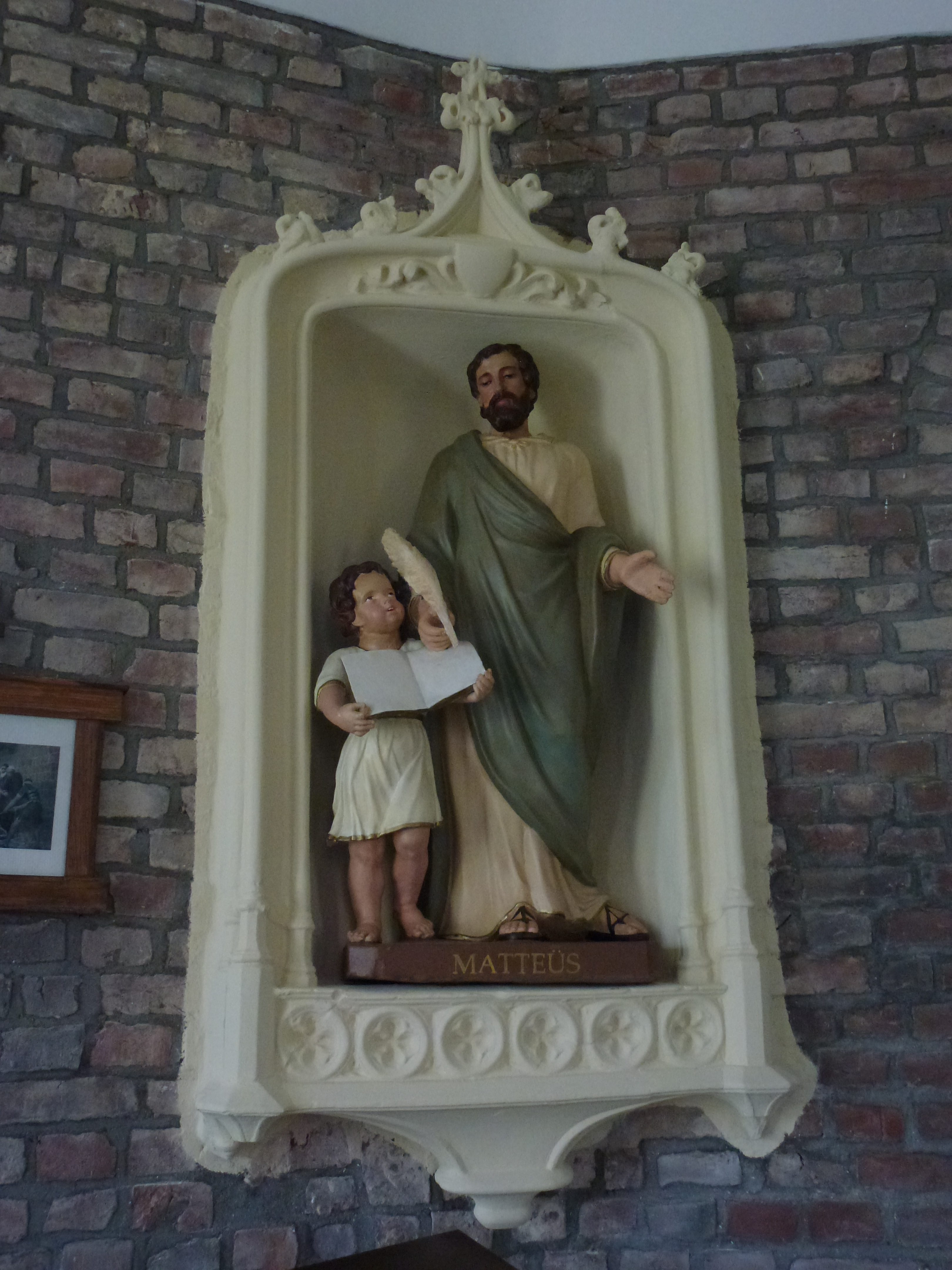
Beeld van Matteüs met de engel
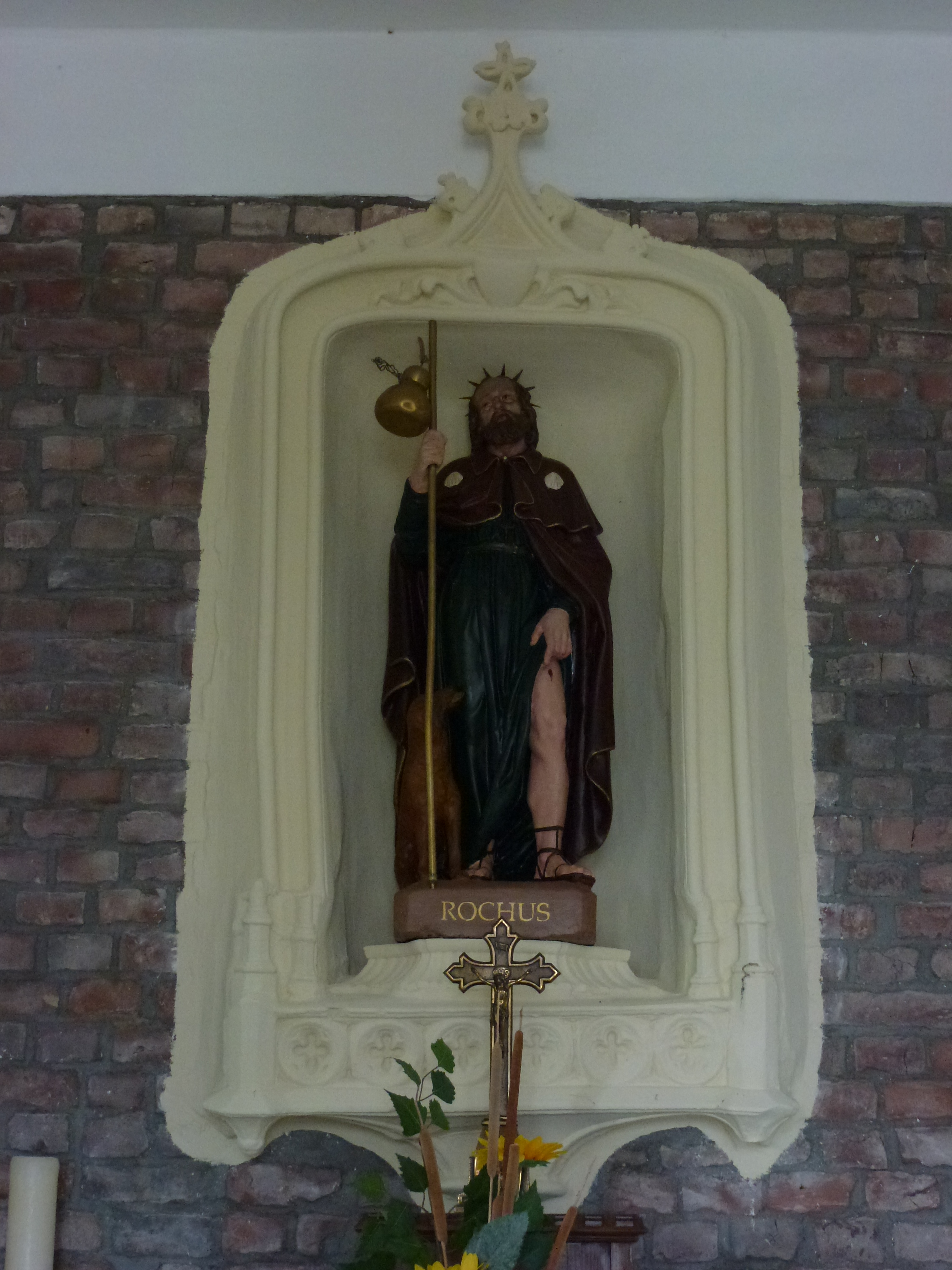
Beeld van Sint-Rochus boven het altaar
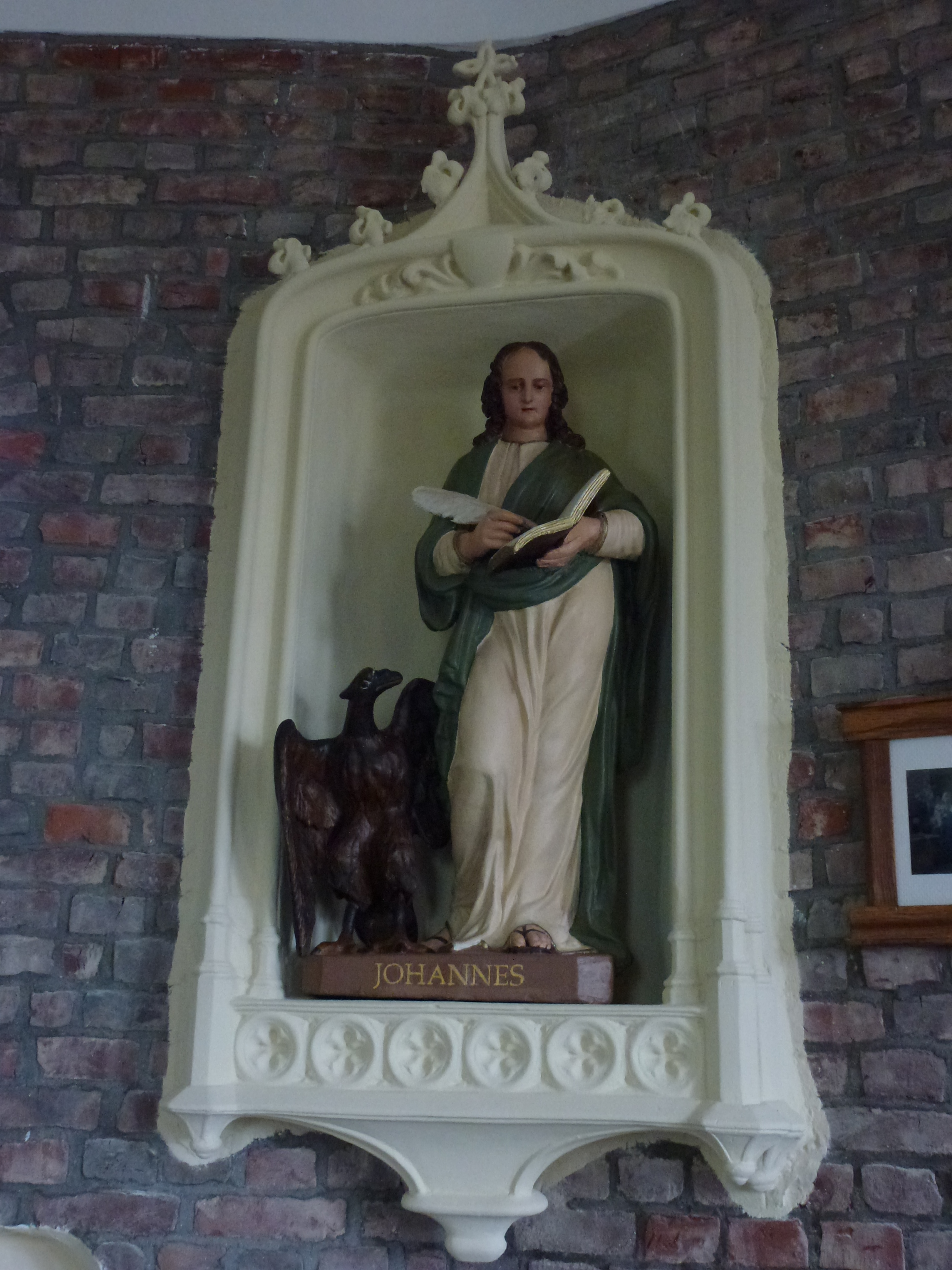
Beeld van Johannes met de adelaar
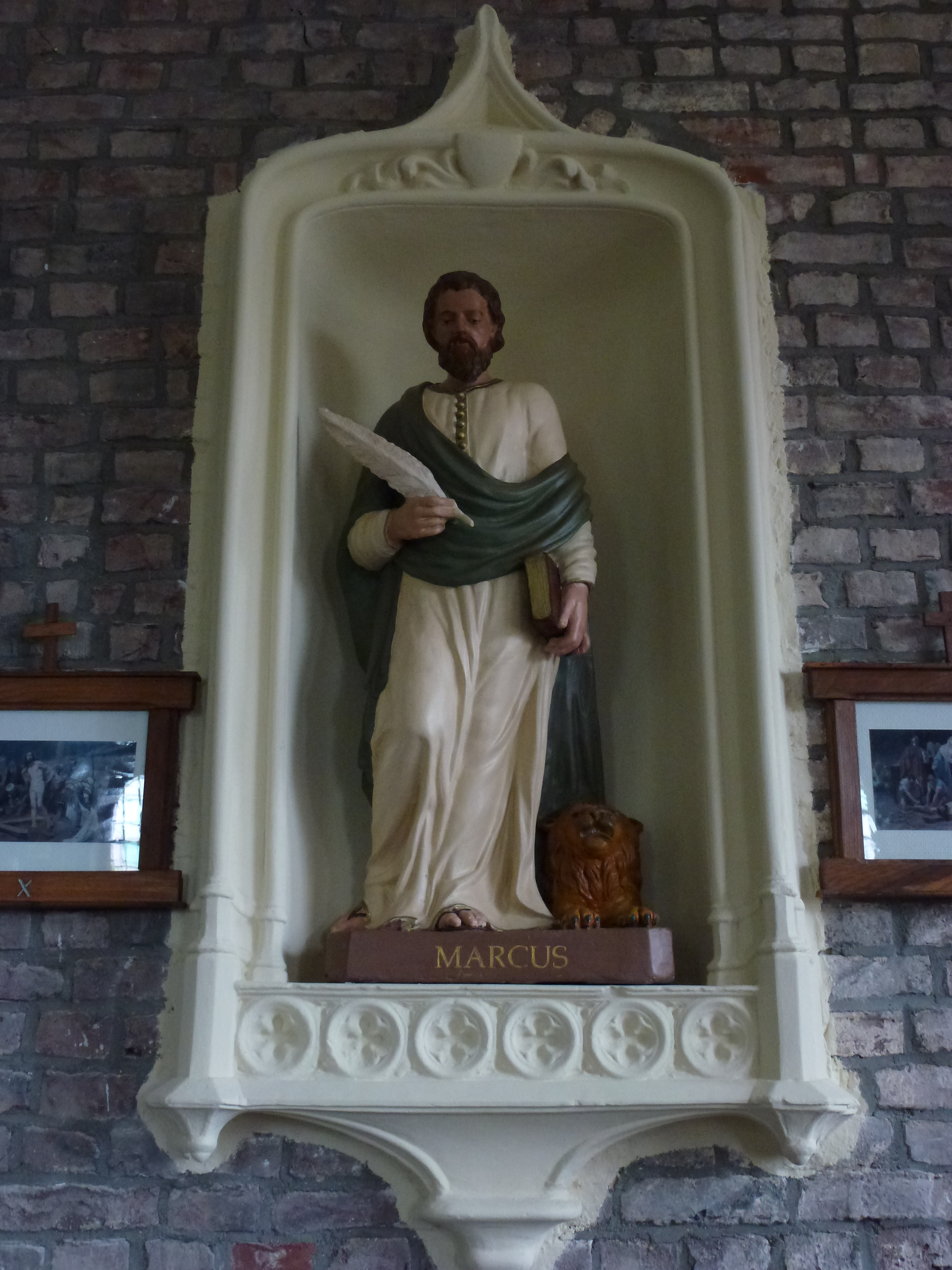
Beeld van Marcus met de leeuw